# ФК Тузла Сити
ФК Тузла Сити (на босненски: Fudbalski klub Tuzla City) е босненски футболен клуб от град Симин Хан. Основан е през 1955 г. като „Слога“. Домакинските си мачове отборът провежда на „Тушан Сити“ с капацитет 7200 зрители. Участва във Висшата лига на Босна и Херцеговина.

## История
Клубът е основан е през 1955 г. като „Слога“ През сезон 2017 – 18 стават шампиони в първа лига и за първи път в историята си придобиват право да играят във Висшата лига на Босна и Херцеговина. Hа 18 юни 2018, сменя името си от ФК „Слога“ Симин Хан на ФК „Тузла Сити“. 

## Клубни успехи
- Първа лига на Босна и Херцеговина:
  -  Шампион (1): 2017/18
- Втора лига на Босна и Херцеговина:
  -  Второ място (2): 2014 – 15, 2015 – 16